# اشتو تورا
اشتو تورا (امهری: አሸቱ ቱራ؛ زادهٔ ۱۹ ژانویهٔ ۱۹۵۰) دونده دو استقامت اهل اتیوپی بود.